# Camilla Tominey
Camilla Tominey (nascida em 14 de junho de 1978) é uma jornalista e radialista britânica. Ela faz reportagens sobre política e a família real britânica como editora associada do The Daily Telegraph. Ela também escreve uma coluna semanal para o jornal. Em julho de 2021, ela começou a apresentar um programa semanal de domingo na LBC.

## Vida pregressa
Camilla Tominey nasceu em 14 de junho de 1978. Seu pai era católico e trabalhava como clínico geral, atendendo em um consultório local. Tominey tem dois irmãos mais velhos. Ela foi criada em Harpenden, Hertfordshire, e educada na Roundwood JMI School, seguida pela St Albans High School independente para meninas desde os sete anos de idade. Seus pais se divorciaram e ela foi morar com a mãe. Tominey disse mais tarde que "houve um grau [...] de abuso físico e mental" em relação ao período em que viveu com a mãe. Camilla mais tarde voltou a morar com seu pai e irmãos. Ela estudou direito na Universidade de Leeds. Ela disse que nunca planejou ser uma repórter real, mas aspirava ser jornalista.

## Carreira
Tominey recebeu uma oferta de estágio no Hemel Hempstead Gazette do então editor. Em dois anos no jornal, ela se qualificou como jornalista sênior. Depois de entrar em contato com o Sunday Express e pedir turnos, ela deixou o Hemel Hempstead Gazette e ingressou no Sunday Express. Ela teve a oportunidade de fazer uma reportagem sobre a família real britânica pelo editor do Sunday Express, Martin Townsend. Ela começou sua carreira como repórter real em 2005, quando cobriu o casamento do príncipe Charles e Camilla Parker Bowles.
No Sunday Express, ela trabalhou em várias funções simultaneamente, primeiro como editora real e vice-editora política, e depois como editora real, editora política e colunista. Ela ingressou na NBC News em 2010 e co-apresentou a cobertura do casamento do príncipe William e Catherine Middleton de fora do Palácio de Buckingham ao lado de Meredith Vieira, Matt Lauer, Andrew Roberts e Martin Bashir. Os furos de reportagem de Camilla incluíram seu relatório de 2013 sobre o príncipe Andrew sendo mantido sob a mira de uma arma por guardas no Palácio de Buckingham. Ela deu a notícia do relacionamento do príncipe Harry com Meghan Markle em um artigo no Sunday Express, em 31 de outubro de 2016. O artigo foi indicado ao prêmio Scoop of the Year no British Press Awards. Tominey cobriu o casamento do príncipe Harry e Megan Markle, novamente para a NBC News.
Camilla foi contratada pelo The Telegraph para cobrir a política e a família real como editor associado. Ela foi descrita como tendo opiniões pró- Brexit. Seu relato de que "Meghan [tinha] feito Kate chorar" em uma disputa sobre vestidos de daminhas foi contestado por Meghan em uma entrevista. Em 2021, Camilla se abriu sobre o recebimento de cartas de ódio e abuso online por seu trabalho como jornalista. Em 1º de maio de 2021, ela começou a escrever uma coluna semanal do Telegraph.
Em 1º de julho de 2021, foi anunciado que Camilla Tominey iniciaria um programa de domingo à tarde na estação de rádio LBC. O show, que ia ao ar das 16h às 19h, começou no dia 4 de julho. Em 18 de agosto de 2022, foi relatado que ela deixaria a LBC e ingressaria na GB News como apresentadora política.
Tominey é patrona da Associação Nacional para Filhos de Alcoólatras e do Peace Hospice. Ela é colaboradora do programa This Morning da ITV e apareceu no programa Any Questions? e período de perguntas.

## Vida pessoal
Camilla Tominey se casou com Dominic, um gerente comercial, em 2005. Ela mora em St Albans, Hertfordshire, com o marido, duas filhas e um filho. Ela é abstêmia.
Em 2021, ela revelou que havia sofrido um aborto espontâneo.